# Flexiviridae
Les Flexiviridae sont une ancienne famille de virus, dont un grand nombre de virus infectant les plantes (phytovirus) et les champignons (mycovirus), créée en 2004 et qui a été supprimée en 2009. Elle devait son nom à la morphologie de ses virions filamenteux et hautement flexibles. Elle a été remplacée par quatre familles dont le nom retient le suffixe -flexiviridae :
- Alphaflexiviridae
- Betaflexiviridae
- Gammaflexiviridae
- Deltaflexiviridae

La famille des Flexiviridae était non-classée (incertae sedis) mais les nouvelles familles, ainsi que la famille des Tymoviridae, sont rattachées à l'ordre des Tymovirales créé à la suite de cette scission,.